# دوالي الخصية
دوالي الخصية أو القيلة الدوالية أو دوالي الصفن، هو توسع غير طبيعي للأوردة داخل كيس الصفن والتي تمد الأعضاء فيه بالدم والممتدة من التجويف البطني عبر القناة الإربية (بالإنجليزية: Inguinal Canal)‏ كجزء من الحبل المنوي.
تضمن الأوردة صعود الدم إلى الأعلى عن طريق صمّاماتٍ أحادية - خارجية الاتجاه ولكن عندَ حصولِ خللٍ فيها أو وجودِ ضغطِ يؤدي إلى إخلالها فإن الدم يبدأ بالرجوع والخروج ببطئ مشكلأً الدوالي.
دوالي الخصية هي من أسباب العقم الذكوري، تحدث دوالي الخصية لدى 15% من الرجال وينتج عنها العقم في حوالي 40% من الأوقات ولكن هنالك جدلاً شديداً حول هذا المعتقد.
تؤثر على عملية الإنطاف في الخصيتين حتى لو وجدت في الناحية اليسرى فحسب لأسباب لا تزال مجهولة ولكنها قد تعود إلى زيادة الحرارة في الخصية نفسها. إن تشخيص الدوالي سهل ويعتمد على الفحص السريري ونادراً ما يحتاج إلى استعمال الأشعة الصوتية بالدوبلر لإثباته. إذا ما أكدّت التحاليل على السائل المنوي تأثير الدوالي السلبي على الإنطاف وعدم وجود أسباب أخرى قد تكون مسؤولة عن العقم يمكن استعمال وسائل طبية عديدة لمعالجته منها الجراحة أو إغلاق الأوردة التناسلية المتوسعة بواسطة إدخال وشمة أو بالون أو مواد مصلّبة داخلها تحت المراقبة الإشعاعية مع نجاح مرتفع بالنسبة إلى تحسين عدد وحركة وشكل الحبيبات المنوية بنسبة 60% إلى 70% وحصول الحمل لدى 30 إلى 60% من تلك الحالات.

## إحصائيات وحقائق
إن تلك الدوالي حالة خلقية تصيب حوالي 15% من الرجال بمن فيهم الأطفال والمراهقين والبالغين، وقد تسبب عقماً أولياً بنسبة تتراوح بين 19% إلى 41% وعقماً ثانوياً أي بعد نجاح أولي في الإنجاب بنسبة حوالي 80% من الحالات. وهي تظهر عادة في الخصية اليسرى فقط في 60% إلى 90% من الرجال المصابين، وفي الخصيتين معاً في حوالي 30% إلى 50% حسب الدراسات الحديثة. وسبب حدوثها عادة في الجهة اليسرى يعود إلى أن وريد الخصية اليسرى يزيد طوله على الوريد الأيمن من 8 - 10سم ويدخل وريد الكلية اليسرى بطريقة مستقيمة بينما يدخل الوريد الأيمن الوريد الأجوف من زاوية مائلة، وحصيلة هذا الفرز الفريد للوريد الأيسر أنه عند ارتفاع الضغط المائي السكوني في وريد الكلية اليسرى وفي وجود خلل في الصمام ما بين الوريدين الكلوي والمنوي، الذي يمنع عادة رجوع الدم نحو الخصية، وذلك لأسباب خلقية وغير مرضية، فقد يؤدي ذلك إلى تسرب الدم رجوعاً إلى الوريد المنوي الأيسر مع توسع أوردة الحبل المنوي والخصية الذي قد يكون ظاهرياً أحياناً ويشكل ما نسميه دوالي الخصية .

## تأثير الدوالي على الخصية

### العقم
ورغم الجدل حول احتمال تأثير الدوالي على الخصية هناك عدة نظريات تشرح الفيزيولوجية المرضية لتلك الحالة وسبب تعطيلها لعملية الانطاف في الخصيتين حتى لو وجدت الدوالي في الخصية اليسرى فحسب. فمن تلك النظريات:
1. زيادة الدم في الأوردة المتضخمة حول الخصية تزيد درجة الحرارة داخلها مما يؤثر على وظيفتها الإنطافية لأنه ما هو متفق عليه طبياً أن الخصية التي تكون حرارتها عادة حوالي درجتين أقل من حرارة الجسم عامة في غاية الحساسية لأي ارتفاع في الحرارة الذي قد يعطلها ويسبب ضعفاً شديداً في عملية الإنطاف، وهذه النظرية هي الأكثر قبولاً لدى الاختصاصيين.
2. إن رجوع الدم من الوريد الكلوي إلى الخصية قد يحمل مواد حيّدية ومضّرة من الكلية أو الغدة الفوق الكلية إلى الخصية مما قد يؤثر على وظيفتها ولكن ذلك لم يبرهن بعد.
3. إن ركود كمية عالية من الدم في الدوالي حول الخصية قد يسبب نقص التأكسج أو قلة الأوكسجين في أنسجتها مما يؤدي إلى تعطيلها. ولكن إلى الآن لم تثبت الدراسات صواب هذه النظرية.
4. وجود الدوالي قد يقترن بتغيرات هرمونية منها انخفاض تركيز الهرمون الذكري وخلل في إفراز الهرمونات النخامية المحثة للخصية، ولكن ما هو مجهول هو إذا ما كانت هذه التغييرات بسبب أو نتيجة الخلل الفيزيولوجي المرضي الذي تسببه الدوالي.
5. وحديثاً أظهرت دراسة دقيقة أن سبب تأثير الدوالي على الإنطاف قد يعود إلى زيادة جريان الدم في شريان الخصية مع ارتفاع في الحرارة داخل أنسجتها وحدوث خلل في خلايا «ليدغ» المسؤولة عن إفراز الهرمون الذكري المهم بالنسبة إلى عملية الإنطاف.

## تشخيص الدوالي
يتم التشخيص عادة بسهولة بفحص المريض السريري وهو واقف في غرفة مدفئة وجس الأوردة المتوسعة حول الحبل المنوي والخصية، وأما إذا كانت الدوالي صغيرة الحجم فيطلب من المريض الضغط الشديد في البطن وكأنه يبرز أو يتغوّط وذلك يدعى مناورة فلسفا فيزيد حجم تلك الأوردة وأما إذا ما اشتبه بوجودها سريرياً يمكن إثبات ذلك بإجراء موجات دوبلر فوق الصوتية على الصفن والحبل المنوي وقياس حجم الأوردة وجريان الدم العكسي داخلها. وإذا ما كان حجم الأوردة 3 ميلي ميثر أو أكثر فذلك قد يؤكد وجود دوالي حسب عدة دراسات. ولكن هنالك جدلاً شديداً حول أهمية الدوالي دون السريرية أي التي لا تظهر بالفحص السريري بل باستعمال موجات دوبلر فوق الصوتية فحسب وهل هنالك أية منفعة في علاجها، فالمعتقد الطبي أنها ليست بأية أهمية طبية ولا تحتاج إلى المعالجة غير أن بعض الدراسات برهنت العكس في بعض الحالات. والمشكلة الأساسية في تلك الحالات هي تعريف معنى الدوالي دون السريرية الذي قد يختلف عليه الاختصاصيون وإجراء أبحاث طبية دقيقة ومنظمة لمعرفة نتيجة علاجها على الإنطاف والحمل. أو
يتم تشخيص دوالي الحبل المنوي أثناء الفحص البدني على ما يقرب من ثلث الرجال الذين يجري تقييمهم لشكواهم من عدم حدوث إنجاب . ويتم تصنيف دوالي الحبل المنوي (varicoceles) حسب الحجم (كبيرة، متوسطة، صغيرة) وأيضاً حسب مكان وجودها على واحد أو كلا الجانبين من كيس الصفن . ومن المهم أن نعرف أن دوالي الحبل المنوي من جميع الأحجام قد تؤثر على الخصوبة وفرص التحسين متساوية بعد الإصلاح . وبالإضافة إلى ذلك، فإن دوالي الحبل المنوي في جانب واحد من كيس الصفن له تأثير على كل من الخصيتين في ما يخص وظيفة ودرجة الحرارة . دوالي الحبل المنوي التي لا يمكن أن يشعر بها الطبيب ولكن يتم تشخيصها عن طريق فحوصات التصوير، مثل الموجات فوق الصوتية، ليست هامة سريريا .
يتم إصلاح دوالي الحبل المنوي في الزوج في حالة عقم للشريكين في الحالات التالية :
1. هناك دليل موضوعي لعامل ذكري (أي نتيجة غير طبيعية لتحليل السائل المنوي) ،
2. سلامة خصوبة الزوجة الخصوبة و
3. لا توجد أسباب أخرى واضحة لحالة عقم الذكور (أي إعاقة أو خلل وراثي) .
يتم تنفيذ إصلاح دوالي الخصية جراحيا أو غير جراحيا . لا توجد طريقة مثالية أو مطلقة في اتخاذ هذا القرار . العلاج غير الجراحي هي تقنية بسيطة يقوم بها أخصائي الأشعة في العيادة الخارجية . نسبة النجاح تتفاوت وتعتمد بدرجة كبيرة على الخبرة المكتسبة لأخصائي الأشعة، وعلم التشريح للمريض ووجود دوالي الحبل المنوي على كلا الجانبين . قد يمكن إجراء جراحة إصلاح عبر شق صغير في أعلى الفخذ أو عن طريق المنظار. كلا الطريقتين تكون فعالة وتكون لها آثار جانبية ضئيلة جدا ولكن هذا النهج يمكن أن يتم، بالمنظار المجهري تحت تخدير موضعي . تنفيذ الإصلاحات الأكثر دوالي الحبل المنوي باستخدام الميكروسكوب من خلال شق صغير، ما يقرب من 2 بوصة، وذلك في الجزء المجعد في كيس الصفن العلوي . هذا الإجراء لديه فرصة أكبر للإصلاح مع أقل معدلات للاعتلال وبأقل تكلفة . ويستخدم النهج غير الجراحي في المقام الأول من قبل المرضى الذين يعانون من فشل في الإصلاح الجراحي، ووجود الألم كعامل رئيسي وأيضاً معالم الجسد التي تزيد من مخاطر الجراحة مثل السمنة المرضية . المضاعفات المحتملة من إصلاح دوالي الحبل المنوي تشمل استمرار / تكرار عودة دوالي الحبل المنوي، والكدمات، والعدوى والتهاب الخصية . تجمع الماء حول الخصية (hydrocele) ، ويحدث في عدد قليل للغاية من الرجال . وبالنسبة لأولئك المرضى الذين يخضعون للإجراء غير الجراحى، هناك خطر إضافي من التفاعل من المواد المستخدمة في هذا الإجراء . وأخيرا، هناك خطر منخفض للغاية لفقدان الخصية .

## دواعي المعالجة
بما أن حوالي 15% من الرجال مصابون بالدوالي وأن تأثيره على الإنطاف لا يتعدى 40% منهم فذلك يعني أن حوالي 60% من هؤلاء الرجال متعافون تماماً من الناحية التناسلية ولا ضرر من وجود الدوالي لديهم على قدرتهم في الإنجاب ولذلك ليس من الضروري معالجتهم إلا في حال حدوث عقم ثانوي مع نقص وخلل تحرك الحييات المنوية أو تشويه في شكلها، وإذا ما اشتكوا من مضايقة أو آلام في الخصية نتيجة الحجم المتزايد لتلك الأوردة التي قد يزعجهم أو يسبب شكلاً غير مريح لهم.
وأما دواعي المعالجة الأساسية فهي ترتكز على حالات العقم التي يكون سببها الأولي وجود الدوالي بعد التأكيد أنه لا يوجد سبب آخر بإجراء التحاليل والفحوصات على السائل المنوي والهرمونات النخامية وغيرها، لأن وجود الدوالي قد لا يكون السبب الأساسي لفقدان القدرة على الإنجاب بل قد يكون هنالك أسباب أخرى هرمونية أو مناعية أو جينية أو كروموزومية أو التهابية مسؤولة عن العقم.

### دواعي العلاج لدى الأطفال والمراهقين
أظهرت عدة دراسات حول الدوالي عند الأطفال أنه قد تظهر سريرياً عندما يبلغ الطفل سن الرشد وبعده وأنها قد توثر على نمو الخصية وقدرة الإنطاف. ولكن هنالك جدلاً حول تأثيرها على الإنجاب في المستقبل وضرورة معالجتها في كل الحالات لتفادي أضرارها الكامنة. ولكن ذلك قد يعرض بعض هؤلاء الأطفال والمراهقين إلى عملية غير ضرورية أصلاً مع مخاطرها واحتمال وقوع مضاعفات بنتيجتها. وقد اتفق أغلبية الاختصاصيين على أن المعالجة يجب أن تتم في حال وجود نقص في حجم الخصية المصابة بالدوالي يتعدى 20% من حجم الخصية المقابلة المثعافية أو إذا ما تبين في الفحص السريري المتكرر عبر السنين عدم نمو الخصية المصابة خصوصاً أنه تبين أن في هذه الحالات يعيد العلاج الجراحي قدرة الخصية على النمو حتى بعد توقفها ويزيد حجمها ليصل إلى الحجم الطبيعي.

### الدوالي وغياب الحيوانات المنوية التام
في حال وجود دوالي مع غياب تام للحيوانات المنوية في عدة تحاليل على السائل المنوي وفي حال عدم وجود أسباب أخرى لضمور الخصية أو انسداد في البربخ أو القنوات المنوية كما أظهرت العينات على الخصية، فيمكن في هذه الحالات خصوصاً إذا كان الضمور جزئياً ربط تلك الدوالي جراحياً أو إغلاقها بالوشمة مع نتائج جيدة بالنسبة إلى ظهور الحيوانات المنوية مجدداً في السائل المنوي بنسبة قد تصل إلى حوالي 63% ولكن للأسف مع احتمال ضعيف في الحمل لا يتعدى 12%. فقد يكون من الأفضل في هذه الحالات رشف الحييات من الخصية واستعمالها في تلقيح البويضات مع احتمال حمل في حدود 30%.

### الدوالي في الخصية اليمنى فقط
ففي تلك الحالات يجب إجراء الفحوصات والأشعة المقطعية والمغنطيسية لتشخيص الورم ومعالجته بأسرع وقت ممكن.

## المنفعة العلاجية
هنالك عدة دراسات عالمية أثبتت منفعة معالجة الدوالي في تحسين عدد وحركة والشكل الطبيعي للحيوانات المنوية بنسبة 60% إلى 70% من الحالات وحدوث الحمل في غضون سنة بعد العملية الجراحية بنسبة 30% إلى 60% منها.
وقد أظهرت دراسة على فريقين من الرجال المصابين بالدوالي عولج بعضهم جراحياً ولم يتلق الآخرون أي علاج وتم متابعتهم لأكثر من سنة أن نسبة الحمل بعد العلاج كانت في حدود 60% ولم تتعدَّ 10% بدون علاج.
وأظهرت دراسة أميركية أخرى أن نسبة حصول حمل ترتفع من 9% بدون علاج إلى 36% بعد العلاج الجراحي، ولكن بالرغم من تلك النتائج الجيدة نتيجة معالجة الدوالي جراحياً ينفي بعض الاختصاصيين أية فائدة لتلك المعالجة مصرّين على أن أي نجاح قد يعود إلى عوامل أخرى لا علاقة لها بالدوالي وأن العديد من حالات الحمل قد تحصل بدون أي علاج بنسبة متساوية مع العلاج الجراحي، ولكنه بالرغم من هذه النظرية المعاكسة فإن الاعتقاد الطبي العالمي خصوصاً لدى الخبراء في معالجة العقم تثبت أهمية الدوالي في تسبب العقم وأهمية المعالجة في تحسين الحييات المنوية عدداً وحركة وشكلاً والحصول على نجاح جيد بالنسبة إلى القدرة على الإنجاب.

## وسائل العلاج
العلاج يرتكز على ربط وقطع الأوردة المنوية المتضخمة جراحياً أو قفلها بوشمة أو مواد أخرى لمنع رجوع الدم نحو الخصية عبرها. ويتم العلاج الجراحي إما بالطريقة المفتوحة من الناحية الأربية، أو خلف الصفن أو باستعمال الجراحة المجهرية على تلك الأوردة ما بين الصفق والمنطقة الأربية السفلى. فبعد عزل الحبل المنوي وتشريح الأوردة حوله يتم ربط تلك الأوردة وقطعها بدون المس بالشريان المنوي أو الأوعية اللمفية المجاورة لها أو الملتصقة بها. ويمكن ربطها أيضاً باستعمال التنظير على البطن.
وأما بالنسبة إلى العلاج غير الجراحي فإنه يتم بإدخال وشمة أو بلون أو مواد أخرى مصلّبة في تلك الأوردة وذلك تحت المراقبة الشعاعية في مركز الأشعة بدون الحاجة إلى الاستشفاء مع مضاعفات نادرة وغير خطيرة منها التفاعل الأرجي للصبغة أو ثقب أو انفساخ إحدى تلك الأوردة مع حصول نزيف، ونتائجها جيدة تصل إلى حوالي 69%.
بعد العملية لا بد من توقف الجماع إسبوعين والراحة التامة وعدم الوقوف كثيرا وتجنب المجهود الزائد .

## مضاعفات
بالنسبة إلى مضاعفات الجراحة الأربية فإنها نادراً ما تحصل على يد أخصائي خبير في تلك العمليات الجراحية، تشمل المضاعفات المحتملة:
1. قطع الشريان المنوي أو ربطه مع احتمال نادر في حصول ضمور في الخصية.
2. إتلاف العصب الأربي.
3. بروز أدرة أو كيس ماء حول الخصية نتيجة إغلاق الأوعية اللمفية
4. فشل الجراحة مع معاودة الدوالي أو استمرارها.

وأما بالنسبة إلى إجراء العملية بواسطة التنظير في جوف البطن فقد تكون خطيرة وذا مضاعفات وخيمة كتمزق الشرايين والأوردة في الحوض أو رضخ الأمعاء إذا لم تجرِ على يد خبير في تلك العمليات الدقيقة وليس لها أية منافع ومميزات خاصة تجعلها تتفوق على الوسائل الأخرى ولا يستعملها إلا القليل من الإخصائيين في هذا الحقل. وبناء على دراسات عديدة في جراحة الدوالي على مئات المرضى تبين أن أفضل وسيلة جراحية هي الجراحة المجهرية التي يتم إجرائها بواسطة شق صغير في أسفل المنطقة الأربية لا يتعدى 3- 4 سنتم وبمساعدة المجهر الجراحي الذي يساعد على كشف الأوردة والشرايين والأوعية اللمفية حول الحبل المنوي بدقة وربط الأوردة فحسب بدون مس الأوعية الأخرى. وفشل تلك العملية التي تتطلب خبرة واسعة في الجراحة المجهرية لا يتعدى 05%  بينما فشل الوسائل الأخرى الجراحية يتراوح بين 5% إلى 15% وأنها لا تسبب حصول أدرة أو كيس ماء حول الخصية الذي قد يحصل عادة بنسبة 3% إلى 39% بعد استعمال الطرق الجراحية الأخرى، وأنها تساعد على المحافظة على الشرايين التناسلية والأوعية اللمفية في أغلبية الحالات، ويمكنه إجراء هذه العملية تحت بنج موضعي في بعض الحالات وبدون أية ضرورة للاستشفاء.